# Tibma
Tibma (Fries: Tibben of De Tibben) is een buurtschap annex gehucht in de gemeente Noardeast-Fryslân, in de Nederlandse provincie Friesland. Tibma ligt ten noordoosten van het dorp Ee. De bebouwing van de buurtschap ligt in een driehoek aan de Tibsterwei, de Hoitensreed en de Kriensenswei. Bij het zuidelijke punt van de buurtschap buigt de Eesteropvaart naar het dorp Ee.

## Geschiedenis
De buurtschap Tibma is ontstaan op een terp, daterend uit de 5e tot 7e eeuw, de terp is een rijksmonument. Op de terp staat een rijtje huizen zoals dat wel gebruikelijk was bij een dorp. Toch spreekt men niet van een dorp bij Tibma en is het altijd een buurtschap of gehucht gebleven.
In de 9e eeuw wordt het gehucht Tippencheim genoemd in de zogenaamde Fuldalijst, een lijst van kloosterbezittingen van Fulda, zou erop duiden dat Tibma een woonplaats was van de familie Tibbinga, afgeleid van de lieden van Tibbe. In 1436 werd de plaatsnaam vermeld als bi Tybbing, in 1511 als to Tibbema en in 1786 als Tibma. De latere verschuiving gaat naar de geslachtsnaam Tibbema. Later is de familienaam Tibma weer afgeleid van de verbastering van de plaatsnaam.
Tibma lag tot de gemeentelijke herindeling van 1984 in de toenmalige gemeente Oostdongeradeel. Daarna viel het tot 2019 onder de gemeente Dongeradeel, waarna deze opging in de gemeente Noardeast-Fryslân.

## Sport
Jaarlijks wordt er in Tibma een ringrijderij gehouden.
Steden, dorpen en gehuchten: Aalsum · Anjum · Augsbuurt · Birdaard · Blija · Bornwird · Brantgum · Burum · Dokkum · Ee · Engwierum · Ferwerd · Foudgum · Genum · Hallum · Hantum · Hantumeruitburen · Hantumhuizen · Hiaure · Hogebeintum · Holwerd · Janum · Jislum · Jouswier · Kollum · Kollumerpomp · Kollumerzwaag · Lichtaard · Lioessens · Marrum · Metslawier · Munnekezijl · Moddergat · Morra · Nes · Niawier · Oosternijkerk · Oostmahorn · Oostrum · Oudwoude · Paesens · Raard · Reitsum · Ternaard · Triemen · Veenklooster · Waaxens · Wanswerd · Warfstermolen · Westergeest · Wetsens · Wierum · Zwagerbosch

Buurtschappen: Abbewier · Bartlehiem (deels) · Beintemahuis · Betterwird · Bollingawier · Bonte Hond · Bornwirdhuizen · Boteburen · Brandeburen · De Dellen · De Keegen · De Kolk · De Leegte · De Rijp · De Wirden · De Schans · Dijkshorne · Dokkumer Nieuwe Zijlen · Drieboerehuizen · Ezumazijl · Groot Medhuizen · Halfweg · Hallumerhoek · Hanenburg · Hantumerhoek · Huis ter Noord · Kettingwier · Klein Medhuizen · Kletterbuurt · Kollumeroudzijl · Krabburen · Laagland · Lutkewier · Molenbuurt · Nieuwland · Oudeterp · Oudwouderzijlen · Reidswal · Scharnehuizen · Stiem · Teerd · Teijeburen · Tergracht (deels) · Ter Lune · Tibma · Tilburen · Tiltjeburen · Vaardeburen · Veldburen · Vijfhuizen (Hallum) · Vijfhuizen (Ternaard) · Visbuurt · Weerdeburen · Westerburen · Westernijkerk · Wie · Wijgeest · Zevenhuizen

Streken: 't Schoor · Galilea · It Paradyske · Lutkelaard · Sibrandahuis · Steenharst · Steenvak · Wildpad (deels) · Zandbulten · Zwagerveen

Friesland: Steden en dorpen      Nederland: Provincies · Gemeenten
1. ↑  Berg, Herma M. van den, D.J. van der Meer (1983). Dongeradelen. Staatsuitgeverij, 's-Gravenhage, p. 286. ISBN 90-12-03830-8.